# Колосово (Приднестровье)
Ко́лосово — село на территории Григориопольского района Приднестровья (Молдова). Расположен недалеко от границы с Украиной. В состав с. Колосово входят, помимо собственно села Колосово, сёла Красная Бессарабия и Победа.

## География
Село расположено на расстоянии 32 км от города Григориополь и в 77 км от Тирасполя.
Колосово связано автобусным сообщением с посёлком Карманово.

## Население
| Год  | Население | Источник |
| ---- | --------- | -------- |
| 1897 | 1436      |          |
| 2000 | 1020      |          |
| 2004 | 809       | [ 3 ]    |
| 2015 | 631       |          |

В 2015 году в селах Красная Бессарабия и Победа проживало 9 человек

## История
Село Колосово основали 68 семей из Германии в 1809 году под названием Бергдорф.
В 1814 году в селе насчитывалось 61 хозяйство. Перепись 1859 года зарегистрировала немецкую колонию Бергдорф с 126 дворами и 1355 жителями, церковью и начальной школой.
В начале XX века часть жителей эмигрировала в Северную Америку, другая — в Тургайскую область.
Вместе с установлением советской власти началась коллективизация, многие немецкие колонисты были подвергнуты репрессиям. Село было переименовано в Колосово. После 1941 года все немцы, проживающие в селе, были репатриированы в Германию, так что во время переписи 1949 года здесь не было ни одного жителя немецкой национальности.
В советский период в селе было организовано коллективное хозяйство «Колосово», открылись восьмилетняя школа, клуб с киноустановкой, библиотека, ателье бытового обслуживания населения, почтовое отделение, детский сад, магазин.